# Lansån
Lansån är ett 16 kilometer långt vattendrag i Överkalix kommun, Norrbottens län. Vattendraget är drabbat av miljögifter och förändrade habitat. Invid vattendragen ligger orten Lansån.